# Symphyotrichum lanceolatum
Symphyotrichum lanceolatum là một loài thực vật có hoa trong họ Cúc. Loài này được (Willd.) G.L.Nesom miêu tả khoa học đầu tiên.